# Alina Afanasjew

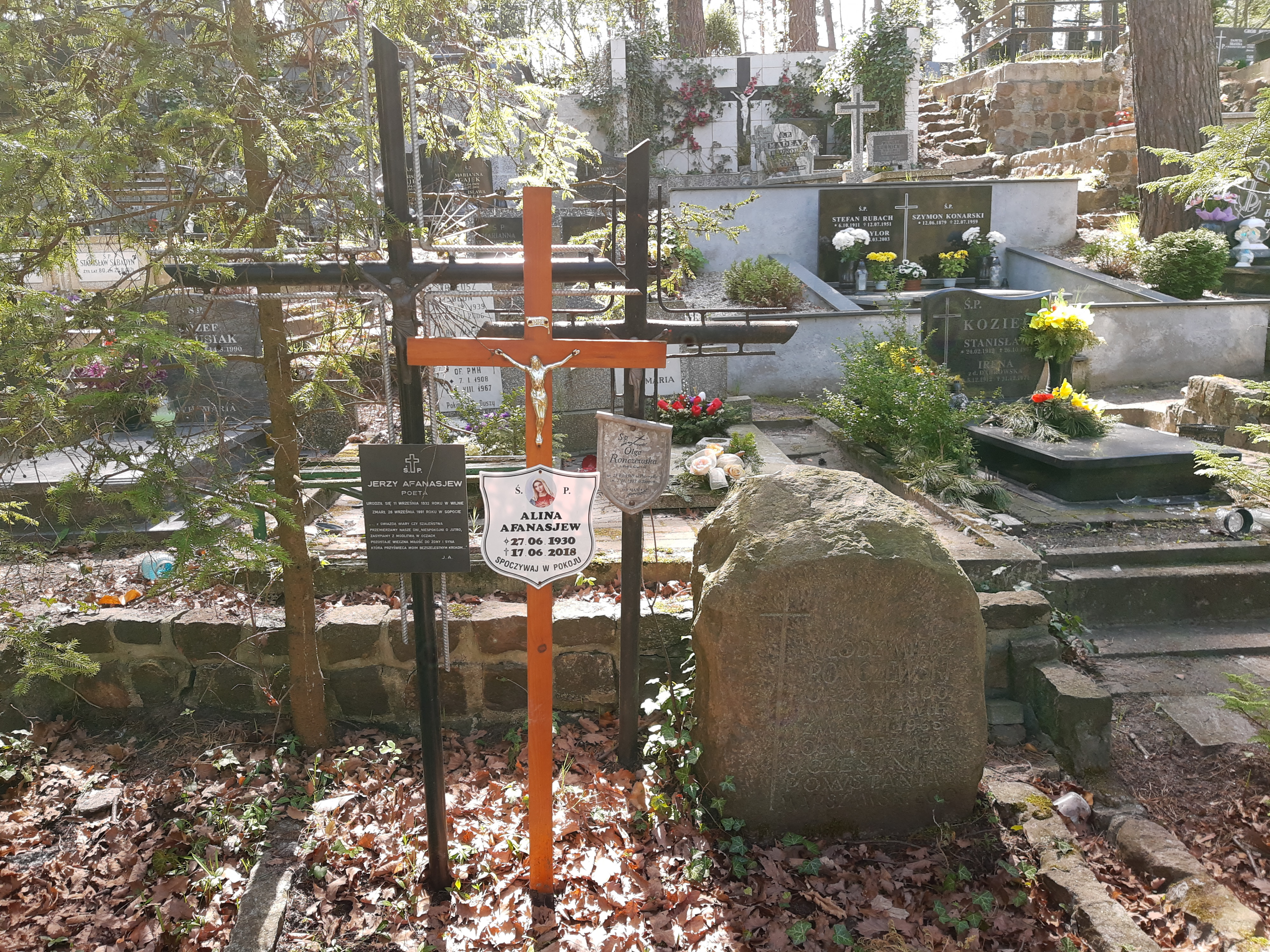
Grób Jerzego i Aliny Afanasjewów na cmentarzu katolickim w Sopocie

Alina Afanasjew, także Ronczewska-Afanasjew (ur. 27 czerwca 1930 w Puszkarni k. Wilna, zm. 17 czerwca 2018 w Sopocie) – polska artystka, scenograf teatralny i telewizyjny, autorka bajek, scenariuszy

## Życiorys
Jej rodzicami byli Włodzimierz Ronczewski (1900–1965), żołnierz AK, ps. Dąb, powstaniec warszawski, pracownik branży turystycznej „Orbis”, i Olga z domu Gwoźdź (1903–1987), nauczycielka. Jej bratem-bliźniakiem był aktor Ryszard Ronczewski. W 1945 roku zamieszkała z rodziną w Sopocie. 26 lutego 1958 roku poślubiła Jerzego Afanasjewa. Ich synem jest Jerzy Włodzimierz Afanasjew (ur. 1967), producent i reżyser filmów dokumentalnych, reżyser teatralny, scenarzysta, dziennikarz radiowy i telewizyjny. 
Studiowała w Państwowej Wyższej Szkole Sztuk Plastycznych w Gdańsku, dyplom na Wydziale Malarstwa w 1961. Podjęła pracę Teatrze Muzycznym w Gdyni jako scenograf. Autorka scenografii do sztuk w teatrach m.in. w Łodzi, Warszawie, Trójmieście oraz przedstawień Teatru Telewizji Polskiej. W latach 1959–1965 wraz z mężem prowadziła teatr pantonimy „Cyrk rodziny Afanasjeff”.
Członek Związku Polskich Artystów Plastyków; w latach 1963–1983 w składzie Rady Artystycznej Zarządu Głównego Sekcji Scenografii, Stowarzyszenia Pisarzy Polskich od 1989, Związku Artystów Scen Polskich od 1969, I.T.I. od 1974, Związku Autorów i Kompozytorów Scenicznych (ZAiKS) od 1965, NSZZ „Solidarność” od 1981. Była członkiem Społecznego Komitetu Budowy Pomnika Ofiar Grudnia 1970 roku w Gdyni w 1980. Radna Miasta Sopotu w latach 1990–1996; w Radzie Miasta przez okres siedmiu lat przewodniczyła Komisji Kultury.
Pochowana została na cmentarzu katolickim w Sopocie (kwatera F5-3-6).

## Utwory dla dzieci
- Czarodziejski młyn (z mężem) (1961, 1970, 1975, 1986)
- Księżycowe sny (1971, 1985)
- Babcia i słoń (z mężem) (1972, 1987)

## Inne utwory
- Uwięziona kolęda (1991) pamiętnik
- Książęta i żebracy (2003) wspomnienia
- Dobry wieczór, błaźnie (z mężem) (1959, 1962)
- Pancernik Potiomkin (z mężem) (1968)
- Kot z pawim ogonem (z mężem) (1971, 1973, 1976, 1978)
- Czerwony kaczorek (z mężem) (1970, 1971, 1973, 1974, 1975, 1976, 1984, 1985) słuchowiska

## Ordery i odznaczenia
- Krzyż Kawalerski Orderu Odrodzenia Polski (2008)[13]
- Medal Księcia Mściwoja II (1998)[14]
- Medal Wojewody Pomorskiego z okazji X rocznicy SPP (1999)
- Odznaczenie „Pro Ecclesia et Populo” (2011)[15]
- Złota Odznaka ZSP

## Nagrody
- Nagroda Prezydenta Miasta Gdańska w Dziedzinie Kultury z okazji jubileuszu 50-lecia Klubu Żak (2007)[16]
- Nagroda Prezydenta Miasta Gdańska w Dziedzinie Kultury za całokształt pracy twórczej (2008)[16]